# Gahn af Colquhoun
Gahn af Colquhoun var en svensk kortlivad adelsätt, som adlades den 5 september 1809 med arméofficeren Carl Pontus Gahn, av släkten Gahn. Ätten utslocknade den 9 maj 1825, med samme man eftersom han avled barnlös.